# Dorota Kozieł
Dorota Bożena Kozieł (ur. 30 maja 1963 w Kielcach) – polska specjalistka w dziedzinie pielęgniarstwa chirurgicznego i operacyjnego, konsultantka wojewódzka w dziedzinie pielęgniarstwa chirurgicznego i operacyjnego, prorektor Uniwersytetu Jana Kochanowskiego w Kielcach.

## Życiorys
Absolwentka Wydziału Pielęgniarstwa Akademii Medycznej w Krakowie (1989) oraz studiów podyplomowych w zakresie organizacji, zarządzania i ekonomiki w opiece zdrowotnej w Szkole Zdrowia Publicznego Instytutu Medycyny Pracy w Łodzi (2001). Stopień doktora nauk medycznych uzyskała w 2008 na Wydziale Nauk o Zdrowiu Uniwersytetu Medycznego w Łodzi na podstawie pracy Zachowania zdrowotne a jakość życia ludzi w starszym wieku (promotorka – Elżbieta Trafiałek). W 2015 odbyła staż naukowy w Cleveland Clinic USA. Stopień doktor habilitowanej nauk o zdrowiu uzyskała UJK w 2016 na podstawie cyklu publikacji Uwarunkowania genetyczne i środowiskowe oraz przebieg kliniczny ostrego zapalenia trzustki.
Zainteresowania naukowe Doroty Kozieł obejmują problematykę chirurgii i pielęgniarstwa chirurgicznego, gastroenterologii, uwarunkowań genetycznych chorób ze szczególnym uwzględnieniem chorób trzustki i otyłości, wpływ czynników społeczno-demograficznych i stylu życia na ryzyko otyłości, zaburzeń lipidowych i zespołu metabolicznego oraz polityka senioralna i gerontologia.
Zawodowo związana z Uniwersytetem Jana Kochanowskiego w Kielcach. Wicedyrektorka ds. dydaktycznych Instytutu Pielęgniarstwa i Położnictwa (2008–2009), prodziekan ds. dydaktycznych i studenckich (2009–2012) oraz ds. ogólnych Wydziału Lekarskiego i Nauk o Zdrowiu (2012–2019), dyrektorka Instytutu Nauk o Zdrowiu (2019–2020), prorektor ds. medycznych w kadencji 2020–2024. Członkini Senatu UJK w latach 2012–2020. Przewodnicząca Rady Naukowej Instytutu Nauk o Zdrowiu i Kierowniczka Katedry Pielęgniarstwa i Położnictwa w Collegium Medicum UJK.
W latach 2011–2019 przewodnicząca Oddziału Świętokrzyskiego Polskiego Towarzystwa Gerontologicznego, członkini Polskiego Towarzystwa Pielęgniarskiego, Polskiego Klubu Trzustkowego, European Pancreatic Club. Członkini rady naukowej i redaktorka tematyczna czasopisma „Studia Medyczne”. Członkini Państwowej Komisji Egzaminacyjnej do przeprowadzenia egzaminu państwowego w dziedzinie pielęgniarstwa chirurgicznego dla pielęgniarek.
Kierowniczka projektów naukowych i dydaktycznych.

## Nagrody
- Nagroda Indywidualna Rektora Uniwersytetu Jana Kochanowskiego w Kielcach za wyróżniające osiągnięcia naukowe w (2015, 2017)[3]
- Nagroda za wyróżniające osiągnięcia organizacyjne i dydaktyczne (2008, 2009)[3]
- III miejsce w konkursie Nauczyciel Roku 2013 UJK w Kielcach[3]
- Nagroda zasłużona dla zawodu w kategorii nauka przyznana przez Świętokrzyską Izbę Pielęgniarek i Położnych w Kielcach[3]